# Coventry City Football Club
Maillots
Actualités
Le Coventry City Football Club est un club de football anglais fondé en 1883. Le club, basé à Coventry, évolue depuis la saison 2020-2021 en EFL Championship (deuxième division anglaise).

## Repères historiques
Fondé en 1883, le club adopte le statut professionnel en 1898. Le club porte alors le nom de Singer FC, du nom de l’usine où il fut fondé. Le club est rebaptisé Coventry City FC en 1898 et rejoint la League en 1919 (deuxième division). Le club entretient une forte rivalité avec son voisin direct, Wolverhampton Wanderers, qu'il a souvent retrouvé en EFL Championship. 
En 2012 le club est relégué en League One, à la suite de son avant-dernière place en League Championship à la fin de la saison 2011-2012. La dernière fois que le club a côtoyé la troisième division, c'était lors de la saison 1963-1964 à l'issue de laquelle il fut promu en deuxième division. 
En 2017, le club est relégué en EFL League Two (quatrième division anglaise). Le club entame une remontée dans la hiérarchie en accédant à l'EFL League One en 2018 puis à l'EFL Championship en 2020.

## Bilan sportif

### Palmarès

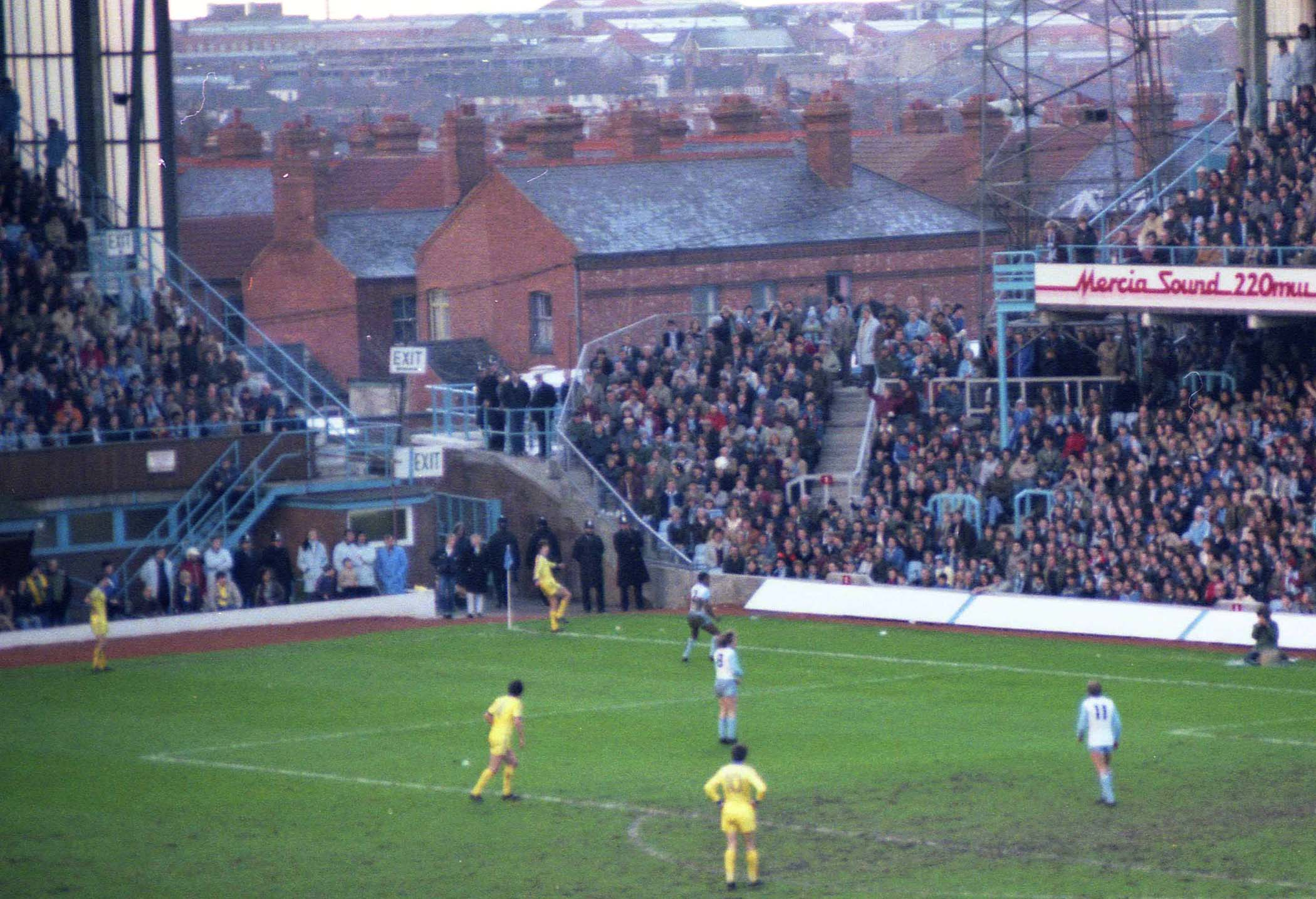
Coventry-Oxford (1982)

Le titre le plus important remporté par le club est la Coupe d'Angleterre 1987. En finale, Coventry s'impose à Wembley face aux Tottenham Hotspur sur le score de 3-2 après prolongation. Après avoir marqué deux buts par Dave Bennett (en) et Keith Houchen (en), c'est l'adversaire Gary Mabbutt qui donne la victoire à Coventry sur un but contre son camp. Les clubs anglais étant sous le coup d'une suspension internationale à la suite du drame du Heysel, Coventry ne pourra pas disputer la Coupe d'Europe des vainqueurs de coupe la saison suivante.
En championnat, le titre le plus important du Coventry City FC est une victoire en 1967 dans la Football League Second Division, soit le deuxième niveau dans la hiérarchie du football anglais. Dans le championnat de troisième niveau, le club est vice-champion puis champion de Football League Third Division South en 1934 et 1936 respectivement, puis champion de la Football League Third Division en 1964. En 1959, Coventry est également vice-champion de Football League Fourth Division, soit la quatrième division.
Le 2 avril 2017, le club remporte l'EFL Trophy pour la première fois, en battant Oxford United 2-1.

### Championnats disputés
Le tableau suivant indique les différents championnats disputés par le club au fil de son histoire.
| \| Niveau I \| Niveau II \| Niveau III \| Niveau IV \| \| Division 1 \| Division 2 \| Division 3 \| \| \| -------------- \| ------------ \| -------------- \| ---------- \| \| \| 1919-1921 \| \| \| \| Division 1 \| Division 2 \| Division 3 S/N \| \| \| \| 1921-1925 \| \| \| \| \| \| 1925-1936 \| \| \| \| 1936-1939 \| \| \| \| \| 1946-1952 \| \| \| \| \| \| 1952-1958 \| \| \| Division 1 \| Division 2 \| Division 3 \| Division 4 \| \| \| \| \| 1958-1959 \| \| \| \| 1959-1964 \| \| \| \| 1964-1967 \| \| \| \| 1967-1992 \| \| \| \| \| Premier League \| Division 1 \| Division 2 \| Division 3 \| \| 1992-2001 \| \| \| \| \| \| 2001-2004 \| \| \| \| Premier League \| Championship \| League One \| League Two \| \| \| 2004-2012 \| \| \| \| \| \| 2012-2017 \| \| \| \| \| \| 2017-2018 \| \| \| \| 2018-2020 \| \| \| \| depuis 2020 \| \| \| - Championnat national professionnel - Championnat national professionnel et amateur - Championnat national amateur - Championnat régional amateur - Pas de promotion/relégation automatique |              |                |            |
| Niveau I | Niveau II    | Niveau III     | Niveau IV  |
| Division 1 | Division 2   | Division 3     |            |
| | 1919-1921    |                |            |
| Division 1 | Division 2   | Division 3 S/N |            |
| | 1921-1925    |                |            |
| |              | 1925-1936      |            |
| | 1936-1939    |                |            |
| | 1946-1952    |                |            |
| |              | 1952-1958      |            |
| Division 1 | Division 2   | Division 3     | Division 4 |
| |              |                | 1958-1959  |
| |              | 1959-1964      |            |
| | 1964-1967    |                |            |
| 1967-1992 |              |                |            |
| Premier League | Division 1   | Division 2     | Division 3 |
| 1992-2001 |              |                |            |
| | 2001-2004    |                |            |
| Premier League | Championship | League One     | League Two |
| | 2004-2012    |                |            |
| |              | 2012-2017      |            |
| |              |                | 2017-2018  |
| |              | 2018-2020      |            |
| | depuis 2020  |                |            |

## Personnalités du club

### Présidents
Le tableau suivant présente la liste des présidents du club depuis 1907.
| Rang | Nom                 | Période   |
| ---- | ------------------- | --------- |
| 1    | Thomas Owen         | 1907-1912 |
| 2    | David Cooke         | 1912-1928 |
| 3    | Walter Brandish     | 1928-1935 |
| 4    | Fred Stringer       | 1935-1946 |
| 5    | George Jones        | 1946-1964 |
| 6    | Eric Shanks         | 1954-1958 |
| 7    | Walter Brandish Jr. | 1958-1960 |
| 8    | Derrick Robins      | 1960-1973 |

| Rang | Nom           | Période   |
| ---- | ------------- | --------- |
| 9    | Peter Robins  | 1973-1975 |
| 10   | Jack Scamp    | 1975-1977 |
| 11   | Phil Mead     | 1977-1980 |
| 12   | Jimmy Hill    | 1980-1983 |
| 13   | Iain Jamieson | 1983-1984 |
| 14   | John Poynton  | 1984-1990 |
| 15   | Peter Robins  | 1990-1993 |
| 16   | John Clarke   | 1993      |

| Rang | Nom               | Période   |
| ---- | ----------------- | --------- |
| 17   | Bryan Richardson  | 1993-2002 |
| 18   | Mike McGinnity    | 2002-2005 |
| 19   | Geoffrey Robinson | 2005-2007 |
| 20   | Joe Elliott       | 2007      |
| 21   | Ray Ranson        | 2007-2011 |
| 22   | Ken Dulieu        | 2011      |
| 23   | Vacant            | 2011-2013 |
| 24   | Tim Fisher        | 2013-     |

### Entraîneurs
Le tableau suivant présente la liste des entraîneurs du club depuis 1883.
| Rang | Nom                             | Période   |
| ---- | ------------------------------- | --------- |
| 1    | William Stanley                 | 1883-1898 |
| 2    | Harry Hathaway                  | 1885-1887 |
| 3    | J.G. Morgan                     | 1887-1892 |
| 4    | Teddy Kirk                      | 1893      |
| 5    | George Maley                    | 1893      |
| 6    | Joe Collins                     | 1893-1895 |
| 7    | Tom Cashmore                    | 1895-1900 |
| 8    | Ben Newhall                     | 1900-1902 |
| 9    | Michael O'Shea                  | 1902-1905 |
| 10   | Joe Beaman                      | 1905-1908 |
| 11   | Walter Harris                   | 1908-1909 |
| 12   | Harry Buckle                    | 1909-1911 |
| 13   | Robert Wallace & committee      | 1911-1914 |
| 14   | Frank Scott-Walford & committee | 1914-1915 |
| 15   | H. Howard & committee           | 1915-1916 |
| 16   | William Clayton                 | 1917-1919 |
| 17   | Harry Pollitt                   | 1919-1920 |
| 18   | Albert Evans                    | 1920-1924 |

| Rang | Nom                       | Période   |
| ---- | ------------------------- | --------- |
| 19   | Harry Harbourne (intérim) | 1924-1925 |
| 20   | James Kerr                | 1925-1928 |
| 21   | Jimmy McIntyre            | 1928-1931 |
| 22   | Bill Slade (intérim)      | 1931      |
| 23   | Harry Storer              | 1931-1945 |
| 24   | Dick Bayliss              | 1945-1947 |
| 25   | Billy Frith               | 1947-1948 |
| 26   | Harry Storer              | 1948-1953 |
| 27   | Jack Fairbrother          | 1954      |
| 28   | Charlie Elliott (intérim) | 1954-1955 |
| 29   | Jesse Carver              | 1955      |
| 30   | George Raynor             | 1956      |
| 31   | Harry Warren              | 1956-1957 |
| 32   | Billy Frith               | 1957-1961 |
| 33   | Jimmy Hill                | 1961-1967 |
| 34   | Noel Cantwell             | 1967-1972 |
| 35   | Bob Dennison (intérim)    | 1972      |
| 36   | Joe Mercer                | 1972-1975 |
| 37   | Gordon Milne              | 1974-1981 |
| 38   | Dave Sexton               | 1981-1983 |

| Rang | Nom                                      | Période   |
| ---- | ---------------------------------------- | --------- |
| 39   | Bobby Gould                              | 1983-1984 |
| 40   | Don Mackay                               | 1984-1986 |
| 41   | George Curtis                            | 1986-1987 |
| 42   | John Sillett                             | 1987-1990 |
| 43   | Terry Butcher                            | 1990-1992 |
| 44   | Don Howe (intérim)                       | 1992      |
| 45   | Bobby Gould                              | 1992-1993 |
| 46   | Phil Neal                                | 1993-1995 |
| 47   | Ron Atkinson                             | 1995-1997 |
| 48   | Gordon Strachan                          | 1996-2001 |
| 49   | Roland Nilsson                           | 2001-2002 |
| 50   | Steve Ogrizovic & Trevor Peake (intérim) | 2002      |
| 51   | Gary McAllister                          | 2002-2003 |
| 52   | Eric Black                               | 2003-2004 |
| 53   | Steve Ogrizovic (intérim)                | 2004      |
| 54   | Peter Reid                               | 2004-2005 |
| 55   | Adrian Heath (intérim)                   | 2005      |
| 56   | Micky Adams                              | 2005-2007 |
| 57   | Adrian Heath (intérim)                   | 2007      |

| Rang | Nom                                       | Période   |
| ---- | ----------------------------------------- | --------- |
| 58   | Iain Dowie                                | 2007-2008 |
| 59   | Frankie Bunn & John Harbin (intérim)      | 2008      |
| 60   | Chris Coleman                             | 2008-2010 |
| 61   | Aidy Boothroyd                            | 2010-2011 |
| 62   | Steve Harrison & Andy Thorn (intérim)     | 2011      |
| 63   | Andy Thorn                                | 2011-2012 |
| 64   | Richard Shaw & Lee Carsley (intérim)      | 2012      |
| 65   | Mark Robins                               | 2012-2013 |
| 66   | Lee Carsley (intérim)                     | 2013      |
| 67   | Steven Pressley                           | 2013-2015 |
| 68   | Neil MacFarlane & Dave Hockaday (intérim) | 2015      |
| 69   | Tony Mowbray                              | 2015-2016 |
| 70   | Mark Robins                               | 2017-2024 |
| 71   | Frank Lampard                             | 2024-     |

### Effectif actuel
Le 4 juillet 2025
| N° | Nat.                      | Poste | Nom du joueur            |
| -- | ------------------------- | ----- | ------------------------ |
| 1  | Drapeau de la Suède       | G     | Oliver Dovin             |
| 3  | Drapeau du pays de Galles | D     | Jay Dasilva              |
| 4  | Drapeau de l'Angleterre   | D     | Bobby Thomas             |
| 5  | Drapeau de l'Angleterre   | M     | Jack Rudoni              |
| 6  | Drapeau de l'Angleterre   | M     | Matt Grimes              |
| 7  | Drapeau du Japon          | M     | Tatsuhiro Sakamoto       |
| 8  | Drapeau de l'Angleterre   | M     | Jamie Allen              |
| 9  | Drapeau de l'Angleterre   | A     | Ellis Simms              |
| 10 | Drapeau de l'Angleterre   | A     | Ephron Mason-Clark       |
| 11 | Drapeau des États-Unis    | A     | Haji Wright              |
| 13 | Drapeau de l'Angleterre   | G     | Ben Wilson               |
| 14 | Drapeau de l'Angleterre   | M     | Ben Sheaf ()             |
| 15 | Drapeau de l'Angleterre   | D     | Liam Kitching            |
| 17 | Drapeau de l'Australie    | A     | Raphael Borges Rodrigues |

| No. | Nat.                         | Position | Nom du joueur                                    |
| --- | ---------------------------- | -------- | ------------------------------------------------ |
| 19  | Drapeau de l'Angleterre      | G        | Carl Rushworth (prêté du Brighton & Hove Albion) |
| 20  | Drapeau de l'Angleterre      | D        | Kaine Kesler-Hayden                              |
| 21  | Drapeau de l'Angleterre      | D        | Jake Bidwell                                     |
| 22  | Drapeau de la Jamaïque       | D        | Joel Latibeaudiere                               |
| 23  | Drapeau du Ghana             | A        | Brandon Thomas-Asante                            |
| 27  | Drapeau des Pays-Bas         | D        | Milan van Ewijk                                  |
| 28  | Drapeau de l'Angleterre      | M        | Josh Eccles                                      |
| 29  | Drapeau du Danemark          | M        | Victor Torp                                      |
| 33  | Drapeau de l'Espagne         | D        | Miguel Ángel Brau                                |
| 37  | Drapeau de la Belgique       | A        | Norman Bassette                                  |
| 40  | Drapeau de l'Angleterre      | G        | Bradley Collins                                  |
| 48  | Drapeau de l'Angleterre      | G        | Luke Bell                                        |
| 49  | Drapeau de Trinité-et-Tobago | A        | Justin Obikwu                                    |
| 54  | Drapeau du pays de Galles    | M        | Kai Andrews                                      |

### Joueurs emblématiques
Jim Brown, historien du club, a compilé en 2010 une liste de 30 joueurs emblématiques du club de Coventry City.
- Jimmy Dougall (1920-1926)
- Frank Herbert (1922-1929)
- Jock Lauderdale (1931-1936)
- Clarrie Bourton (1931-1937)
- George Mason (1931-1952)
- Leslie Jones (1934-1937)
- George Lowrie (1939-48 & 52-53)
- Reg Matthews (1950-1956)
- George Curtis (1956-1969)
- Mick Earns (1957-1968)
- Ron Farmer (1958-1967)
- Ronnie Rees (1962-1968)
- Ernie Machin (1962-1972)
- George Hudson (1963-1966)
- Bill Glazier (1964-1975)
- Ian Gibson (1966-1970)
- Mick Coop (1966-1981)
- Willie Carr (1967-1975)
- Ernie Hunt (1968-1974)
- Tommy Hutchison (1972-1980)
- Mick Ferguson (1975-1981)
- Ian Wallace (1976-1980)
- Danny Thomas (1978-1983)
- Dave Bennett (1983-1989)
- Trevor Peake (1983-1991)
- Steve Ogrizovic (1984-2000)
- Youssef Chippo (1999-2003)
- Youssef Safri
- Mustapha Hadji
- Brian Borrows (1985-1997)
- Cyrille Regis (1985-1991)
- Dion Dublin (1994-1998)
- Jean-Guy Wallemme (1998)
- Richard Shaw (1995-2006)
- Maxime Biamou (2017-2021)

## Structures du club

### Stade
Le club joue à la Coventry Building Society Arena, situé dans le Rowleys Green district de la ville de Coventry. Le stade est ainsi nommé pour des raisons de sponsoring.

### Équipementier
Depuis la saison 2015-2016 l'équipementier du club est Nike.